# Eoscarta tonkinensis
Eoscarta tonkinensis är en insektsart som beskrevs av Victor Lallemand 1949. Eoscarta tonkinensis ingår i släktet Eoscarta och familjen spottstritar. Inga underarter finns listade i Catalogue of Life.